# Psyrassa rufescens
Psyrassa rufescens là một loài bọ cánh cứng trong họ Cerambycidae.